# 细肢非拟溪蟹
细肢非拟溪蟹（学名：Aparapotamon gracilipedum）为溪蟹科非拟溪蟹属的动物。在中国大陆，分布于河南等地，常栖息于海拔1000米左右的窄小山涧溪流的石块下以及岸边泥洞中。